# Schwyz (kanton)
| Kanton Schwyz             |               |
| \| Grb kantona \|         |               |
| Položaj u Švicarskoj      |               |
|                           |               |
| Podaci                    |               |
| Glavni grad               | Schwyz        |
| Pristupanje konfederaciji | 1291.         |
| Skraćenica                | SZ            |
| Stanovništvo              | 140.965 stan. |
| Popis                     | 2007.         |
| Površina                  | 908 km²       |
| Gustoća                   | 153 stan./km² |
| Br. općina                | 30            |
| Jezici                    | njemački      |
| Zemljovid kantona         |               |
|                           |               |
| Grb kantona               |               |

Kanton Schwyz izgovor [▶] (francuski: Schwytz ili Schwyz, talijanski: Svitto, retoromanski: Sviz) je kanton u središnjoj Švicarskoj. Ovaj kanton je dobio ime po svojem glavnom gradu Schwyzu, a dao je i ime državi Švicarskoj koja se na njemačkom jeziku naziva Schweiz. Švicarska je od ovog kantona preuzela i zastavu. U švicarskim njemačkim dijalektima ime Schwyz se koristi kako za grad i kanton tako i za čitavu Švicarsku. 

## Zemljopis
Kanton Schwyz nalazi se između jezera Zug, Vierwaldstätter i Zürich. Unutar kantona naleze se još i jezera Lauerz (Lauerzersee) i Sihl (Sihlsee) Kroz kanton prolaze rijeke Sihl i Muota. Najviši vrh kantona je Ortstock (2716 m). Veliki dio površine kantona je prigodno za poljoprivredu.

### Politička podjela
Kanton Schwyz je podijeljen u šest distrikta i 30 općina. Distikti Einsiedeln, Küssnacht i Gersau sadržavaju samo istoimene općine.
Distrikti i općine kantona su:
- Distrikt Schwyz
  - općine Schwyz, Arth, Ingenbohl, Muotathal, Steinen, Sattel, Rothenthurm, Oberiberg, Unteriberg, Lauerz, Steinerberg, Morschach, Alpthal, Illgau, Riemenstalden
- Distrikt Einsiedeln s općinom Einsiedeln
- Distrikt Gersau s općinom Gersau
- Distrikt Höfe
  - općine Wollerau, Freienbach, Feusisberg
- Distrikt Küssnacht s općinom Küssnacht am Rigi
- Distrikt March
  - općine Lachen, Altendorf, Galgenen, Vorderthal, Innerthal, Schübelbach, Tuggen, Wangen, Reichenburg

## Povijest
Postoje dokazi da su ljudi naseljavali ovaj prostor prije 5000 godina. Dokazi te tvrdnje su pronađeni predmeti od kamena i bronce kod jezera Zürich. Prije oko 1400 godina na ove prostore su se doselili Alemani. Oni su bitno utjecali na način života u tom području. Kršćanstvo je na te prostore stiglo tek krajem 7. stoljeća.
U 10. stoljeću raste utjecaj opatije Einsiedeln koja upravlja područjem i izvan današnjeg kantona Schwyza. Godine 1291. ovaj kanton ulazi u savez s kantonima Uri i Unterwalden (Obwalden i Nidwalden) što se smatra osnivanjem današnje Švicarske. Ovo je bio vodeći kanton u toj konfederaciji, te se od 1320. njegovo ime koristi za područje cijele konfederacije.
Vođe Schwyza su polako tijekom povijesti proširile svoje utjecajno područje. Vrlo značajna je bila bitka kod Sempacha 1386. kojom je teritorij znatno proširen. U vrijeme Reformacije vojska Schwyza porazila je snage Ulricha Zwinglija 1531. godine.
Ovo područje je između 1798. i 1803. bilo dio Helvetske Republike. Nakon ponovnog stjecanja nezavisnosti ukinute su mnoge Napoleonove reforme. Ovo je dovelo do napetosti unutar kantona koja je rezultirala odvajanjem jednog njegovog dijela u poseban kanton 1830. godine. Ova dva područja su se ponovno ujedinila 1833. godine. Godine 1845., kanton se pridružio separatističkom rimokatoličkom savezu Sonderbund. Nakon propasti ovog saveza, Schwyz se vratio konfederaciji.

## Stanovništvo
Službeni jezik kantona je njemački, a stanovništvo priča središnjošvicarskim dijalektom tog jezika. Najveći broj stanovnika su po vjeroispovijesti rimokatolici.

## Gospodarstvo
Gospodarstvo kantona temelji se na poljoprivredi. Tekstilna industrija je prije bila vrlo važan gospodarski faktor, ali je danas praktički nestala. Turizam je također važna gospodarska aktivnost, a posebno je razvijen vjerski turizam u Einsiedelnu.
Vjerojatno najpoznatiji proizvod ovog kantona je švicarski džepni nožić proizvođača Victorinox koji ima sjedište u Ibachu nedaleko od grada Schwyza.

## Vanjske poveznice
- (njem.)Službena stranica kantona Schwyz